# Pseudohelcon tessmanni
Pseudohelcon tessmanni är en stekelart som beskrevs av Szepligeti 1914. Pseudohelcon tessmanni ingår i släktet Pseudohelcon och familjen bracksteklar. Inga underarter finns listade i Catalogue of Life.